# غزاله حسینی
سیده غزاله حسینی معروف به غزاله حسینی (زاده ۲۴ خرداد  ۱۳۸۵ در مشهد) وزنه‌بردار تیم ملی ایران است.

## زندگی
حسینی زاده ۱۳۸۵ در مشهد است و خواهر دوقلوی غزل حسینی دیگر وزنه‌بردار تیم ملی است.

## حرفه
وی در مسابقات قهرمانی نوجوانان جهان در عربستان با کسب مدال برنز تاریخ‌ساز شد. او روز جمعه ۱۶ مهر ماه در دسته ۵۹ کیلوگرم قهرمانی نوجوانان جهان به مدال برنز دوضرب دست یافت. این اولین مدال وزنه‌برداری دختران ایران در مسابقات قهرمانی نوجوانان جهان و دومین مدال وزنه‌برداری دختران ایران است. پیش از این یکتا جمالی توانسته بود در خرداد ماه امسال اولین مدال وزنه‌برداری زنان ایران را در مسابقات قهرمانی جوانان جهان کسب کند و نام خود را به عنوان اولین مدال‌آور جهانی این رشته ورزشی برای زنان ایران به ثبت برساند. حسینی در یک ضرب وزنه‌های ۶۵، ۷۱ و ۷۴ کیلوگرم را با موفقیت به ثبت رساند. وی در تلاش اول حرکت دوضرب ۸۲ کیلو را بالا برد. وی در تلاش برای ۹۱ کیلو ناکام ماند اما در آخرین حرکت، ۹۴ کیلو را به ثبت رساند تا مدال برنز را به نام خود کند.
حسینی در رقابت‌های ۲۰۲۳ نوجوانان و جوانان قهرمانی آسیا به میزبانی هند، موفق به کسب سه مدال طلا در دسته ۶۴ کیوگرم شد.